# Peter Malama
Peter Malama, né le 18 octobre 1960 à Zurich et décédé le 22 septembre 2012 à Bâle, est un homme politique suisse, membre du Parti libéral-radical. Il siège au Conseil national de 2007 à sa mort.

## Biographie

### Formation et carrière professionnelle
Originaire de Bâle et Mellingen, bilingue (allemand et français), Peter Malama suit sa scolarité à Bâle puis étudie l'économie politique et l'économie d'entreprise à l'Université de Bâle ; il termine ses études en 1986. De 1989 à 2001, il occupe des postes dans diverses entreprises. À partir de 2001, il est directeur de la chambre de commerce de Bâle-Ville.
Au sein de l'armée suisse, il atteint le grade d'officier d'état-major.

### Carrière politique
Sa carrière politique commence en 1982 avec son adhésion au Parti radical-démocratique de Bâle. En 2005, il est élu au parlement du canton de Bâle-Ville où il siège durant trois ans, notamment à la commission de gestion.
Aux élections fédérales de 2007, Malama est élu au Conseil national au détriment de son collègue de parti Urs Schweizer. Il est membre de la direction du groupe libéral-radical de l'Assemblée fédérale et siège à la commission de la politique de sécurité et à celle de la science, de l'éducation et de la culture. Alors que sa candidature est attendue pour l'élection au gouvernement de Bâle-Ville en 2008, il ne souhaite pas demander l'investiture de son parti ; c'est pourquoi les partis bourgeois ne comptent que trois candidats au lieu de quatre.
Le 20 août 2010, il annonce sa candidature au Conseil fédéral afin de succéder à Hans-Rudolf Merz. Sa candidature n'est toutefois pas retenue par le groupe libéral-radical de l'Assemblée fédérale.
Il meurt des suites d'un cancer à l'âge de 51 ans.
Peter Malama est marié et père de trois enfants.